# Markelle Fultz

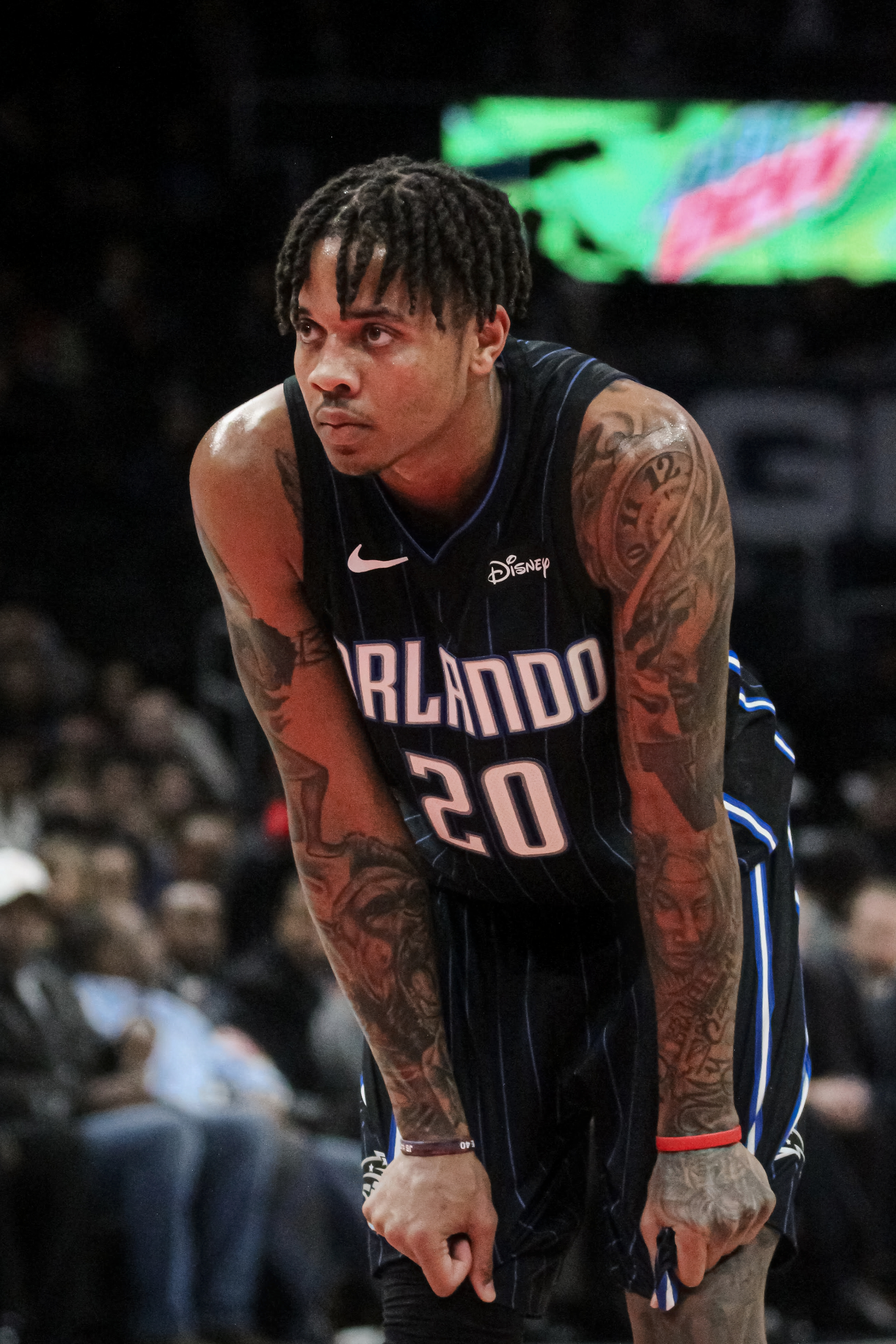
Markelle Fultz, 2019.

Markelle N'Gai Fultz, född 29 maj 1998 i Upper Marlboro i Maryland, är en amerikansk professionell basketspelare (PG) som spelar för Sacramento Kings i National Basketball Association (NBA). Han har tidigare spelat för Philadelphia 76ers och Orlando Magic.
Fultz draftades av Philadelphia 76ers i första rundan i 2017 års draft som förste spelare totalt.
Innan han blev proffs studerade Fultz vid University of Washington och spelade för universitetets idrottsförening Washington Huskies.